# Creu de terme coberta (Gandesa)
La Creu de terme coberta és una obra gòtica de Gandesa (Terra Alta) inclosa a l'Inventari del Patrimoni Arquitectònic de Catalunya.

## Descripció
Creu de terme gòtica del segle xiii. De l'original de pedra queden les quatre columnes d'angles bisellats, el basament poligonal esglaonat, la base hexagonal. La creu és una rèplica de l'original.
La coberta superior és quadrada i presenta arcs apuntats, cornisa i acabament superior piramidal, revocat tot el conjunt.

## Història
La creu va ser desmuntada durant l'any 1933. Després de la Guerra Civil va ser substituïda per una creu de fusta. L'any 1990 es va desplaçar uns 80 metres a l'interior d'una rotonda. L'any 2014 es va encarregar a l'escultor Xavier Solé i Borràs una nova creu inspirada en la creu original.